# Kinky Friedman

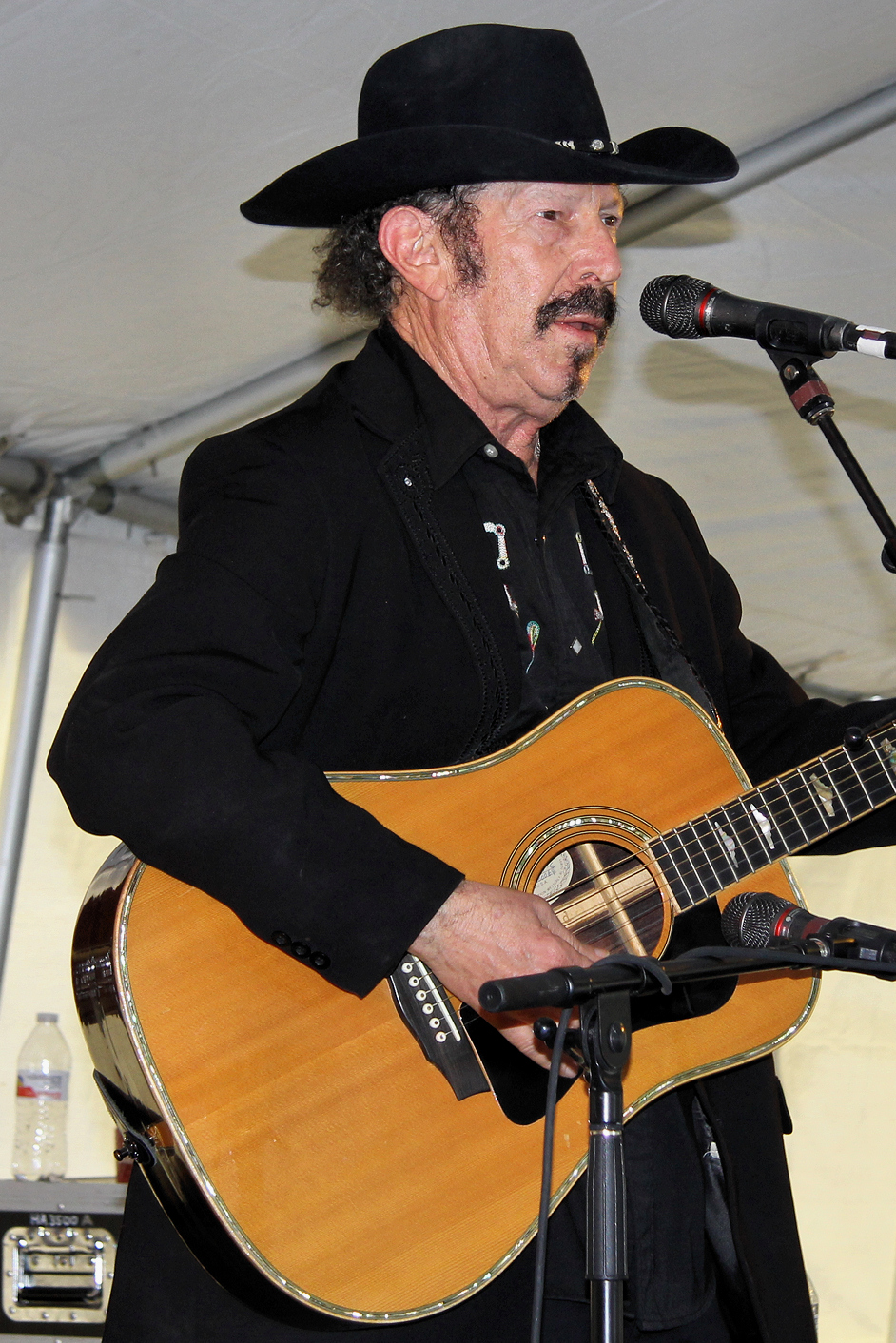
Kinky Friedman, 2013

Richard Samet „Kinky“ Friedman (* 31. Oktober oder 1. November 1944 in Chicago, Illinois; † 27. Juni 2024 bei Medina, Texas) war ein US-amerikanischer Country-Musiker, Schriftsteller und Kolumnist.

## Leben
Richard Friedman wurde als Sohn der russisch-jüdischen Immigranten S. Thomas Friedman und Minnie Samet Friedman geboren. Seine Familie zog während seiner Kindheit auf eine Ranch in Texas. Bereits in jungen Jahren entwickelte er sowohl für Musik als auch für das Schachspiel eine große Vorliebe. Er spielte als Siebenjähriger eine Simultanpartie gegen den Schach-Großmeister Samuel Reshevsky.
Friedman besuchte bis 1962 die High School in Austin und schloss 1966 ein Studium der Psychologie an der University of Texas mit dem Bachelor of Arts ab. Danach diente er zwei Jahre im Friedenscorps in Borneo und anderen Ländern im Südwestpazifik. Sein Spitzname „Kinky“ (verdreht, schrullig, verkorkst) geht auf den Country-Musiker Nick „Chinga“ Chavin zurück, der damit auf Friedmans lockige Haare anspielte.
Zuletzt lebte er auf der Echo Hill Ranch, dem Summercamp seiner Familie bei Kerrville in Texas, in der Nähe von Medina, und in Greenwich Village in Manhattan. Außerdem gründete er die „Utopia Animal Rescue Ranch“, die sich um streunende, misshandelte und alte Tiere kümmert.
Friedman litt an der Parkinson-Krankheit, an der er am 27. Juni 2024 auf der Ranch im Freundes- und Familienkreis starb.

## Musik
Friedman gründete 1971 eine Country-Band, die er nach seinen jüdischen Wurzeln „The Texas Jewboys“ nannte. Die Band veröffentlichte zunächst die Alben Sold American (1973), Kinky Friedman (1974) und Lasso from El Paso (1976).
Seine Texte sind oft sarkastisch und besitzen einen eigenwilligen schwarzen Humor, manchmal wurde ihm auch Sexismus vorgeworfen. Insbesondere das Lied Get Your Biscuits in the Oven and Your Buns in the Bed brachte ihm viel Kritik von amerikanischen Frauenverbänden ein. Die amerikanische Organisation National Organization for Women verlieh ihm 1974 den Titel „Male Chauvinist Pig of the Year“. Friedman konterte mit dem Song Yes, I’m the Sexiest.
Er tourte u. a. mit Bob Dylans Rolling Thunder Revue und spielte in der Grand Ole Opry. Gelegentlich spielte er noch auf Live-Konzerten, konzentrierte sich aber zuletzt vor allem auf seine Schriftstellerei.

## Romane
Nach seiner Karriere als Musiker verlegte sich der „Kinkster“, wie er sich selbst nannte, in den 1980er-Jahren auf das Schreiben von Kriminalromanen. Die Idee kam ihm, nachdem er eine Geisel aus einem Banküberfall gerettet hatte. Die Bücher tragen autobiographische Züge. Der in einer Loft in der fiktiven Vandam Street 199b in Manhattan lebende Ich-Erzähler ist meist Kinky Friedman selbst, der in den Büchern nach seiner Karriere als Country-Sänger zum Privatdetektiv wurde. Friedman vermischte so Realität und Fiktion. Die Handlung tritt meist in den Hintergrund, um philosophisch angehauchten Anekdoten sowie Ausführungen über Zigarren, Jameson Whiskey, Cowboyhüte und -stiefel, Katzen sowie Kinkys skurrilen Bekanntenkreis Platz zu schaffen. Auch die amerikanische Countryszene und die Kneipenszene des Greenwich Village nehmen einen großen Platz in den Büchern ein.
Zu Friedmans bekanntesten Fans gehören Bob Dylan, Bill Clinton und Nelson Mandela, in Deutschland Hans-Michael Bock, der die ersten Übersetzungen ins Deutsche verfertigte, sowie Wiglaf Droste und Franz Dobler.

## Politisches Engagement

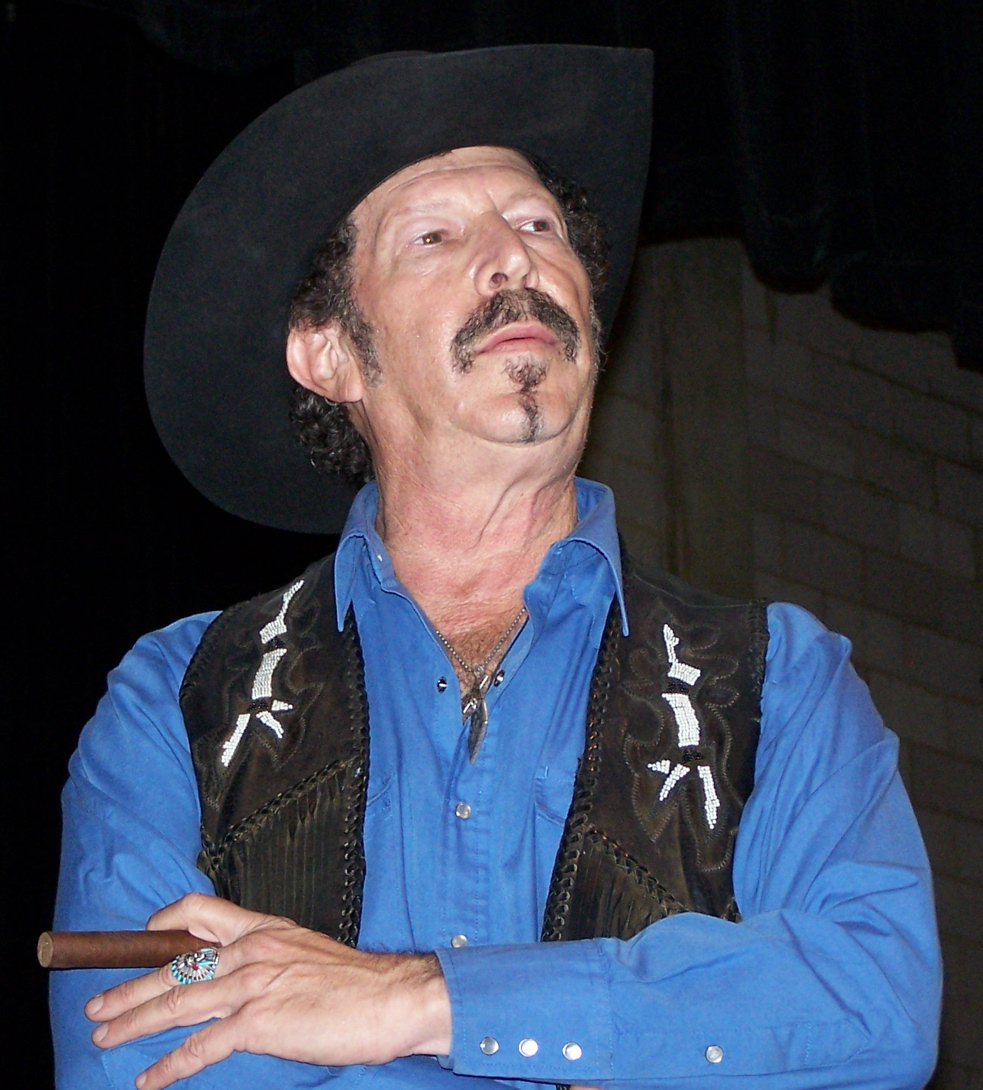
Friedman in Bastrop, Texas, Oktober 2006

Friedman, der bereits in den frühen 1980er Jahren erfolglos für das Amt des Friedensrichters in Kerrville kandidiert hatte, gab 2004 seine Kandidatur als Unabhängiger bei der texanischen Gouverneurswahl 2006 bekannt. Aus Gründen der journalistischen Integrität stellte er während der Kandidatur seine Kolumne im Texas Monthly Review ein.
Kinky Friedman bezeichnete sich selbst als „politischen Amateur“. Als Grund für sein politisches Engagement gab Friedman an, dass Texas derzeit unter seinen Möglichkeiten regiert werde. Er warf den etablierten Parteien unter anderem vor, korrupt und lobbyistisch zu sein. Seine politischen Ziele stellte er in seinem Wahlprogramm „Why the Hell not Kinky?“ vor. Höchste Priorität räumte er dabei einer Bildungsreform ein. Diese sollte durch eine Legalisierung des Glücksspiels finanziert werden. Das Friedenscorps, in dem er gedient hatte, sollte Vorbild sein für eine Freiwilligenorganisation zur Förderung der texanischen Jugend. Ferner setzte er sich für eine Justizreform ein, die vor allem verhindern sollte, dass Unschuldige zum Tode verurteilt werden. Als umweltpolitisches Ziel nannte er die Förderung von Bio-Diesel; in diesem Bereich soll Texas zur Nummer eins in der Welt werden.
Ein wesentlicher Bestandteil seines Wahlprogramms war der Kampf gegen die „Political Correctness“. Echte Texaner hätten seiner Meinung nach keine verschleierten und vorsichtig formulierten Pressemeldungen nötig. Da Kinky Friedman Katzenliebhaber war, nahm er auch das Verbot der Amputation von Katzenkrallen in sein Wahlprogramm auf.
“If elected, I would ask Willie Nelson to be the head of the Texas Rangers and Energy Czar and Laura Bush to take charge of the Texas Peace Corps to improve education in the state. I’d ask my Palestinian hairdresser, Farouk Shami, to be Texas’ ambassador to Israel. We’ve worked together to create Farouk & Friedman olive oil. The oil comes from the Holy Land and all of the profits go to benefit Israeli and Palestinian children.” (Kinky Friedman, Zitat aus dem Wahlkampf)
Bei den Wahlen vom 7. November 2006 blieb er mit rund 13 % der Stimmen deutlich hinter dem amtierenden Gouverneur Rick Perry (39 %) zurück. Trotz der Unterstützung durch Wahlkampf-Blogs, soziale Medien wie YouTube und mit seiner Kandidatur sympathisierende Musiker-Kollegen wie zum Beispiel Mojo Nixon konnte sich Friedman nicht gegen die etablierten Parteienvertreter durchsetzen.
Friedman erwog zunächst, auch 2010 als Gouverneur zu kandidieren, trat dann aber nur als Kandidat für das Amt des „agricultural commissioner“ an – 2010 und 2014 ohne Erfolg.

## Sonstiges
- Zu seinem Freundeskreis zählte Kinky Friedman die ehemaligen US-Präsidenten Bill Clinton und George W. Bush, die ihn beide ins Weiße Haus einluden. In seiner Kolumne „Hail to the Kinkster“ vom November 2001 beschrieb er die Freundschaft zu den beiden.
- Kinky Friedman war Katzenliebhaber und thematisierte dies immer wieder in seinen Büchern.

## Werke
- Greenwich Killing Time, 1986, ISBN 0-688-06409-4.
  - Deutsch: Greenwich Killing Time. Aus dem Amerikanischen von Hans-Michael Bock. Haffmans, Zürich 1992; Hamburg, Rotbuch, Hamburg 2006, ISBN 3-434-54058-X.
- A Case of Lone Star, 1987, ISBN 0-517-69427-1.
  - Deutsch: Lone Star. Aus dem Amerikanischen von Hans-Michael Bock. Haffmans, Zürich 1993; Rotbuch Hamburg 2006, ISBN 3-89320-100-9.
- When the Cat’s Away, 1988, ISBN 0-517-07564-4.
  - Deutsch: Wenn die Katze weg ist. Haffmans, Zürich 1993.
- Frequent Flyer, 1989, ISBN 0-688-08166-5.
  - Deutsch: Frequent Flyer. Aus dem Amerikanischen von Georg Deggerich. Haffmans, Zürich 1994, ISBN 3-251-30030-X.
- Musical Chairs, 1991, ISBN 0-688-09148-2.
  - Deutsch: Nie wieder Tequila. Haffmans, Zürich 1994.
- Elvis, Jesus and Coca-Cola, 1993, ISBN 0-671-86922-1.
  - Deutsch: Elvis, Jesus & Coca-Cola. Aus dem Amerikanischen von Hans-Michael Bock. Haffmans, Zürich 1995; Rotbuch, Berlin 2007, ISBN 3-434-54064-4.
- Armadillos and Old Lace, 1994, ISBN 0-671-86923-X.
  - Deutsch: Gürteltier und Spitzenhäubchen. Haffmans, Zürich 1996.
- God Bless John Wayne, 1995, ISBN 0-684-81051-4.
  - Deutsch: Gott segne John Wayne. Heyne, München 1999.
- The Love Song of J. Edgar Hoover, 1996, ISBN 0-684-80377-1.
  - Deutsch: Der Leibkoch von Al Capone. Hoffmann und Campe, Hamburg 1999.
- Roadkill, 1997, ISBN 0-684-80378-X
  - Deutsch: Strassenpizza. Heyne, München 2002.
- Blast from the Past, 1998, ISBN 0-684-80379-8.
  - Deutsch: Ohrensausen.
- Spanking Watson, 1999, ISBN 0-684-85061-3.
  - Deutsch: Ballettratten in der Vandam Street.
- The Mile High Club, 2000, ISBN 0-684-86486-X.
  - Deutsch: Der glückliche Flieger. Bittermann, Berlin 2005, ISBN 3-89320-084-3.
- Stepping on a Rainbow, 2001, ISBN 0-684-86487-8.
  - Deutsch: Tanz auf dem Regenbogen. Bittermann, Berlin 2006, ISBN 3-89320-100-9.
- Kinky Friedman’s Guide to Texas Etiquette or How to Get to Heaven or Hell Without Going Through Dallas-Fort Worth, 2005, ISBN 0-06-620988-9.
- Meanwhile, Back at the Ranch, 2002, ISBN 0-684-86488-6.
  - Deutsch: Katze, Kind und Katastrophen. Bittermann, Berlin 2007.
- Kill Two Birds and Get Stoned., 2003, ISBN 0-06-620979-X.
- Curse of the Missing Puppethead, 2003, ISBN 0-9702383-6-3.
- Prisoner of Vandam Street, 2004, ISBN 0-7432-4602-0.
  - Deutsch: Der Gefangene der Vandam Street. Zweitausendeins, Frankfurt am Main 2008, ISBN 978-3-86150-821-2.
- Scuse Me While I Whip This Out. Reflections on Country Singers, Presidents, and Other Troublemakers, 2004, ISBN 0-06-053975-5.
- Texas Hold ’em. How I Was Born in a Manger, Died in the Saddle, and Came Back as a Horny Toad, 2005, ISBN 0-312-33154-1.
- Ten Little New Yorkers, 2005, ISBN 0-7432-4603-9.
  - Deutsch: Zehn kleine New Yorker. Bittermann, Berlin 2010, ISBN 978-3-89320-146-4.
- Cowboy Logic. The Wit and Wisdom of Kinky Friedman (and Some of His Friends), 2006, ISBN 0-312-33156-8.
- The Christmas Pig. A Fable, 2006, ISBN 1-4165-3498-9.
  - Deutsch: Das Weihnachtsschwein. 2007, ISBN 978-3-426-19769-1.

## Diskografie

### Alben
- 1973: Sold American
- 1974: Kinky Friedman
- 1976: Lasso From El Paso
- 1976: Live From The Lone Star Cafe
- 1983: Under the Double Ego
- 1992: Old Testaments and New Revelations
- 1995: From One Good American To Another
- 2000: Classic Snatches from Europe
- 2002: Live From Down Under (mit Billy Joe Shaver)
- 2005: Mayhem Aforethought
- 2005: They Ain’t Makin’ Jews Like Jesus Anymore
- 2016: The Loneliest Man I Ever Met
- 2018: Circus of Life
- 2019: Resurrection

- 2025: Poet of Motel 6

### Singles & EPs
- 1973: Sold American / Western Union Wire
- 1974: Lover Please / Autograph
- 1975: Popeye The Sailor Man / Wild Man From Borneo
- 1976: Dear Abbie / Catfish
- 1983: Twirl / Hello, Good Mornin’
- 1983: People Who Read People Magazine / The Boogie Man
- 2016: Resurrected Limited Collector’s Edition (EP)

### Hörbücher - Hörspiele
- 2005: Wiglaf Droste liest: Kinky Friedman – Lone Star, Aus dem Amerikanischen von Hans-Michael Bock, 4 CDs, Bear Family Records, Audio-CD mit 1 Booklet, ISBN 3-89916-135-1
- 2005: Wiglaf Droste liest: Kinky Friedman – Greenwich Killing Time, Aus dem Amerikanischen von Hans-Michael Bock, 5 CDs, Bear Family Records, ISBN 3-89916-134-3
- 1999: Gürteltier und Spitzenhäubchen; Hörspiel (WDR) Regie: Annette Kurth